# ميرافلوريس دي لا سييرا
ميرافلوريس دي لا سييرا (بالإنجليزية: Miraflores de la Sierra)‏ هي بلدية ومدينة في منطقة الحكم الذاتي وتقع في منطقة مدريد في وسط إسبانيا. تبلغ مساحة هذه المدينة 56.56 (كم²)، ويبلغ عدد سكانها 5947 نسمة حسب إحصاء سنة 2009 م.

## أعلام
- جيراردو فيرا

## وصلات خارجية
- الموقع الرسمي